# Asociación para la Lucha Contra las Enfermedades del Riñón
La Asociación para la Lucha Contra las Enfermedades del Riñón (ALCER) fue creada en 1976 por varios pacientes renales españoles.

## Objetivos
Desde su inicio, sus preocupaciones principales han sido:
- La extensión del tratamiento de diálisis a todo el país. En los primeros años, el número de máquinas de diálisis era muy limitado y la mayoría de pacientes no podía acceder al proceso.
- La necesidad de promulgar una nueva Ley de Trasplantes, ya que el número de trasplantes renales que se hacían entonces era muy pequeño y poco menos que ilegales, por lo que se hacía necesaria una ley que impulsara este tipo de terapéutica.

## Historia
Pronto se extendió la iniciativa de crear ALCER por todo el país y se crearon diversas asociaciones en las distintas provincias españolas, lo que hizo necesario en 1981 crear la Federación Nacional ALCER para aglutinar todos los esfuerzos y coordinar todas las actividades y proyectos que se hacían para mejorar la calidad de vida del paciente renal y su familia. En 1984 la Federación Nacional ALCER es declarada de utilidad pública por el Consejo de Ministros.
La Federación Nacional ALCER agrupa en la actualidad a 50 asociaciones provinciales y realiza diversos proyectos y actividades. En 2003 se creó la Fundación Renal ALCER España para completar los fines de la Federación y servir de nexo de unión y cooperación con los profesionales sanitarios.